# Collotheca judayi
Collotheca judayi is een raderdiertjessoort uit de familie Collothecidae. De wetenschappelijke naam van deze soort is voor het eerst geldig gepubliceerd in 1940 door Edmondson.